# Tsjoeprene
Tsjoeprene of Chuprene (Bulgaars: Чупрене) is een dorp en een gemeente in de  Bulgaarse oblast Vidin. Het dorp Tsjoeprene bevindt zich in een bergachtig gebied op ongeveer 20 kilometer afstand van Belogradtsjik en 70 kilometer van Vidin. Verder ligt het dorp op zo’n 13 tot 15 kilometer van de Bulgaars-Servische grens en dicht bij het hoogste punt van het Balkangebergte - piek Midžor (2169 meter hoog).

## Bevolking
Het dorp Tsjoeprene had bij de laatste officiële volkstelling van 7 september 2021 een inwoneraantal van 436 personen. Dit waren 111 mensen (-20,3%) minder dan 547 inwoners bij de census van 1 februari 2011. De gemiddelde jaarlijkse groei in die periode komt daarmee uit op -2,1%, hetgeen lager is dan het landelijk jaarlijks gemiddelde over deze periode (-1,14%). Het aantal inwoners vertoont al vele jaren een dalende trend: in 1934 - toen het dorp nog onderdeel was van het Koninkrijk Bulgarije - had het dorp nog een recordaantal van 1.871 inwoners.
- 1934 1871
Koninkrijk Bulgarije
- 1946 1842
Volksrepubliek Bulgarije
- 1956 1586
Volksrepubliek Bulgarije
- 1965 1523
Volksrepubliek Bulgarije
- 1975 1290
Volksrepubliek Bulgarije
- 1985 1016
Volksrepubliek Bulgarije
- 1992 906
Republiek Bulgarije
- 2001 719
Republiek Bulgarije
- 2011 547
Republiek Bulgarije
- 2021 436
Republiek Bulgarije

- Koninkrijk Bulgarije
- Volksrepubliek Bulgarije
- Republiek Bulgarije

In het dorp wonen grotendeels etnische Bulgaren. In de optionele volkstelling van 2011 identificeerden 420 van de 506 ondervraagden zichzelf met de Bulgaarse etniciteit - 83% van de bevolking. De overige inwoners waren vooral etnische Roma (17%).
| Etnische samenstelling van de respondenten (2011) | Etnische samenstelling van de respondenten (2011) | Etnische samenstelling van de respondenten (2011) | Etnische samenstelling van de respondenten (2011) | Etnische samenstelling van de respondenten (2011) |
| ------------------------------------------------- | ------------------------------------------------- | ------------------------------------------------- | ------------------------------------------------- | ------------------------------------------------- |
|                                                   |                                                   |                                                   |                                                   |                                                   |
| Bulgaren                                          | Bulgaren                                          |                                                   | 83,0%                                             | 83,0%                                             |
| Turken                                            | Turken                                            |                                                   | 0,0%                                              | 0,0%                                              |
| Roma                                              | Roma                                              |                                                   | 16,8%                                             | 16,8%                                             |
| Anders/Onbekend                                   | Anders/Onbekend                                   |                                                   | 0,2%                                              | 0,2%                                              |

## Kernen
De gemeente Tsjoeprene is een plattelandsgemeente en bestaat uit de volgende 9 dorpen (met aantal inwoners in 2021): 
| - Tsjoeprene - 436 inw. - Bostanite - ontvolkt sinds 2004 - Dolni Lom - 154 inw. - Gorni Lom - 608 inw. - Protopopintsi - 30 inw. - Repljana - 115 inw. - Sredogriv - 83 inw. - Targovisjte - 128 inw. - Varbovo - 81 inw. |

Belogradtsjik - Bojnitsa - Bregovo - Dimovo - Gramada -  Koela - Makresj - Novo Selo - Roezjintsi - Tsjoeprene - Vidin